# Frisbee Guts
Il Guts è una disciplina sportiva del frisbee. Viene giocato da due squadre di 5 giocatori ciascuna.

## Descrizione del gioco[2]
Il campo di gioco consiste in due linee di porta parallele lunghe 15 m e distanti 14 m. Le squadre stanno in fila l'una di fronte all'altra. 
La squadra che inizia la partita è determinata dal "ribaltamento del disco", un'azione simile a un lancio di una moneta, ma che utilizza il disco stesso. 
Un membro della squadra viene quindi selezionato per eseguire il primo lancio, che solleva un braccio per indicare di essere pronto a lanciare. A quel punto i membri della squadra avversaria si bloccano in posizione: il disco viene lanciato all'altra squadra il più forte possibile: l'obiettivo è di buttare il disco attraverso la linea dei giocatori in difesa, facendo il modo che nessuno riesca a prenderlo con una mano.
La squadra che riceve deve prendere il disco con una mano e non può spostarsi dalla posizione fino a quando il disco non lascia la mano del lanciatore. Il disco non può essere intrappolato tra la mano e qualsiasi altra parte del corpo, inclusa l'altra mano. Ciò si traduce spesso in una sequenza impegnativa di tocchi o rimbalzi del disco fuori dalle mani o dal corpo del ricevitore per rallentare il disco e tenerlo in gioco fino a quando non può essere catturato con una mano. Questo spesso coinvolge più giocatori nella squadra ricevente. 
La squadra di lancio segna un punto quando l'altra squadra fa cadere un disco correttamente lanciato, o non lo prende con una mano.
La squadra ricevente segna un punto quando il disco non viene lanciato correttamente. 
Quando un disco correttamente lanciato viene catturato (con una mano) dall'altra squadra, nessun punto viene segnato.
A questo punto le squadre invertono i ruoli ed il gioco si ripete finché una squadra non arriva a 21 punti e vi è uno scarto di punteggio di almeno 2 punti.

## Storia
Il primo Torneo Internazionale di Frisbee si tenne a Eagle Harbor, Michigan, nel 1958. Lo sport crebbe da un passatempo del picnic della famiglia Healy e, negli anni '60, il suo profilo nazionale fu aumentato da Jim Boggio Sr.
Con l'evolversi degli anni Sessanta, i giocatori iniziarono a lanciare sempre più forte, finché divenne normale vedere i dischi presumibilmente infrangibili che viaggiavano a 60-70 km/h andando in frantumi all'impatto con la sfortunata mano del difensore. 
In inglese il termine Guts vuol dire fegato inteso come coraggio: catturare direttamente un disco così veloce significa "avere coraggio", da qui il nome del gioco
All'inizio degli anni '70, il gioco si era diffuso in tutti gli Stati Uniti e in altri paesi, con copertura su radio, televisione, giornali importanti, e riviste come Time.
Con oltre 60 squadre in un torneo ai tempi d'oro del gioco, le partite sono diventate affari intensamente competitivi, alla ricerca del Trofeo Julius T. Nachazel dell'IFT. Con tiri radicali e curvilinei, i Frisbee deflessi si muovevano freneticamente tra i compagni di squadra e spettacolari azioni il Guts era diventato uno sport estremo che richiedeva riflessi veloci, resistenza fisica e concentrazione.
Sin dalla sua ascesa negli anni '70, quando anche il Wide World of Sports della ABC era un'azione televisiva e numerosi tornei stavano nascendo, da Toronto a Chicago e Los Angeles, lo sport ha gradualmente diminuito la sua popolarità in America. Il Guts era stato introdotto in Asia dalla compagnia di giocattoli Wham-O negli anni '70 e negli anni '90 era diventato ancora più popolare in Giappone e Taiwan che negli Stati Uniti. Gli ultimi anni, tuttavia, hanno visto sacche di nuovi forti giocatori americani rinnovare l'interesse competitivo nel gioco, anche attirando alcuni giocatori più anziani.

## Dischi utilizzati
Il disco ufficiale del gioco è il Frisbee modello Pro.

## NOte
1. ↑  (EN) Sports, su wfdf.org. URL consultato il 23 gennaio 2018.
2. ↑  (EN) Guts, su wfdf.org. URL consultato il 12 giugno 2018.